# Espostoopsis dybowskii
Espostoopsis dybowskii es un especie de la familia Cactaceae y único miembro del género Espostoopsis.  Es nativa del norte de Bahia, Brasil donde se encuentra en la Caatinga con hábitos rupícolas sobre afloramientos rocosos.

## Características
Cactus de porte columnar, alcanza los 4 m de altura con un diámetro de hasta 10 cm. Tiene de 20 a 28 costillas con 2 o 3 espinas centrales de color pardo y numerosas radiales. El cuerpo puede estar cubierto por lanosidad de color amarillento. Se ramifica desde la base. Las flores son nocturnas, blancas, miden unos 6 cm y surgen de un cefalio lanoso lateral.

## Taxonomía
Espostoopsis dybowskii fue descrita por (Rol.-Goss.) Buxb. y publicado en Kakteen (H.Krainz) 38-39, Gen. CVa 1968.
Etimología
Espostoopsis nombre genérico que deriva del griego (opsis que significa "parecido"), refiriéndose a su semejanza con el género Espostoa, con el que a menudo se confunde.
dybowskii: epíteto otorgado en honor del botánico y agrónomo Jean Dybowski (1856–1928).
Sinonimia
- Gerocephalus dybowskii (Rol.-Goss.) F.Ritter
- Cereus dybowskii basónimo
- Cephalocereus dybowskii
- Austrocephalocereus dybowskii
- Coleocephalocereus dybowskii'[5]